# Telish Rock
Der Telish Rock (englisch; bulgarisch скала Телиш skala Telisch) ist ein 150 m langer und 80 m breiter Klippenfelsen im Archipel der Südlichen Shetlandinseln. Er liegt 0,68 km südwestlich des Elephant Point und 3 km nordwestlich der Enchantress Rocks. Ein weiterer, 70 m langer und 30 m breiter Felsen liegt 120 m südöstlich von ihm.
Britische Wissenschaftler kartierten ihn 1968, chilenische 1971, argentinische 1980 und bulgarische in den Jahren 2005, 2009 und 2010. Die bulgarische Kommission für Antarktische Geographische Namen benannte ihn 2009 nach der Ortschaft Telisch im Norden Bulgariens.